# 燻蒸

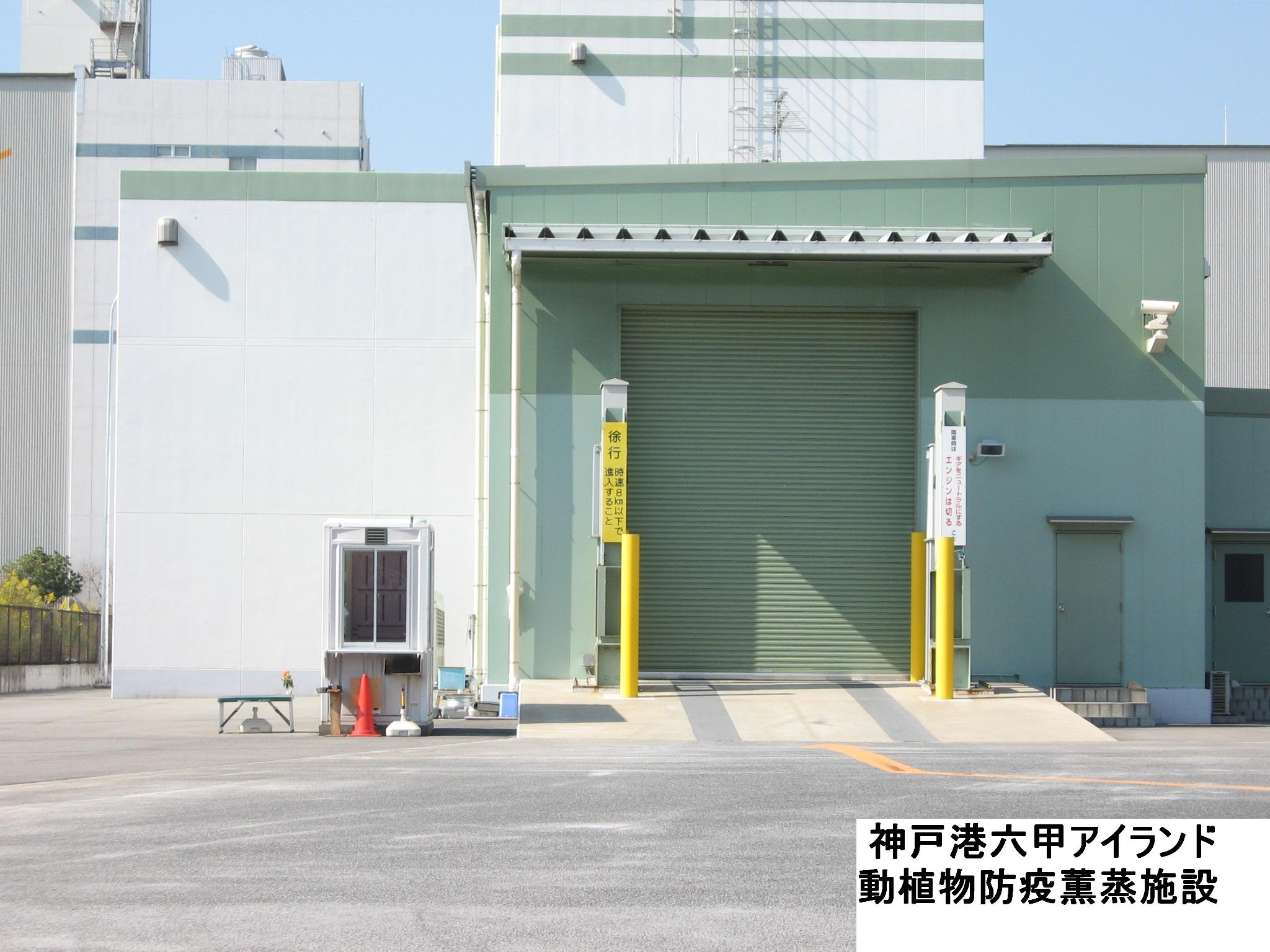
港湾での輸入貨物に対する燻蒸作業を、安全且つ効率的にできるようにシステム化された施設。
コンテナを載せた全長が20m 近くもある大型トレーラーがそのまま入場して、一気に処置できる。
神戸港六甲アイランド内にある動植物防疫燻蒸施設の入り口側。

燻蒸（くんじょう、英: fumigation）とは、主に害虫駆除やカビ防止、殺菌の目的で、気体（ガス）の薬剤を対象に浸透させる方法。エアロゾルまたはミスト状にした液体や固体粒子の薬剤を使う方法は、対象の表面には付着するものの内部への浸透が弱く、厳密には燻蒸ではない。

## 対象
ポストハーベスト農薬として農産物に対して行われたり、農地の土壌に対して線形動物（線虫）や細菌、ウイルスなどの駆除・不活性化に用いられたりするほか、シロアリなど木造建築物に被害を及ぼす虫に対し、木材や建物全体に燻蒸を行うことがある。
また、博物館や美術館などにおいても、収蔵品に燻蒸を行うことで文化財害虫による汚損やカビの発生を防いでいる。博物館は燻蒸だけに頼るのではなく、収蔵庫や展示スペースの気密性確保や湿度・気温制御と組み合わせる総合的有害生物管理（IPM）が行なわれている。

## 主な燻蒸剤
- ホスフィン
- ジクロロプロペン
- クロロピクリン
- イソシアン酸メチル
- シアン化水素
- フッ化スルフリル
- ホルムアルデヒド
- ヨードホルム
- リン化アルミニウム
- 家庭用殺虫剤（アースレッドやバルサンなど）

種類により、害虫には有効だが防カビ効果はないといった違いがある。日本の博物館向けには、公益財団法人の文化財虫菌害研究所が、収蔵品に悪影響を及ぼさない薬剤3種類を認定しており、日本液炭などが製造している。同社製品の「エキュヒームS」は、原料の価格上昇や酸化エチレンの排出削減を環境省から求められたため2025年3月の販売中止を決め、文化財保護へ懸念が生じしている。
かつては臭化メチルも使用されていたが、オゾン層を破壊するおそれがあるとして、モントリオール議定書により製造と使用が制限されている。

## 方法
大半の燻蒸剤は人体に有害であり、燻蒸は密閉した無人の状態で行われ、燻蒸終了後は人が入る前に十分に換気される。
住宅の燻蒸では、燻蒸剤の漏洩および害虫が周囲の建物へ逃げ出すことを防ぐため、建物全体を丈夫なテントで覆い、テント内部を燻蒸剤で充満させる。フッ化スルフリルなど無臭の燻蒸剤を使用する場合には、事前に刺激性のあるクロロピクリンをテント内に放流して、人が退去したか確認する場合がある。燻蒸開始から再度居住者が立ち入ることができるまでには、最長1週間を要する。
博物館では、特定の燻蒸剤専用の部屋があったり、施工できる業者が限られていたりする。